# Sonet 115 (William Szekspir)

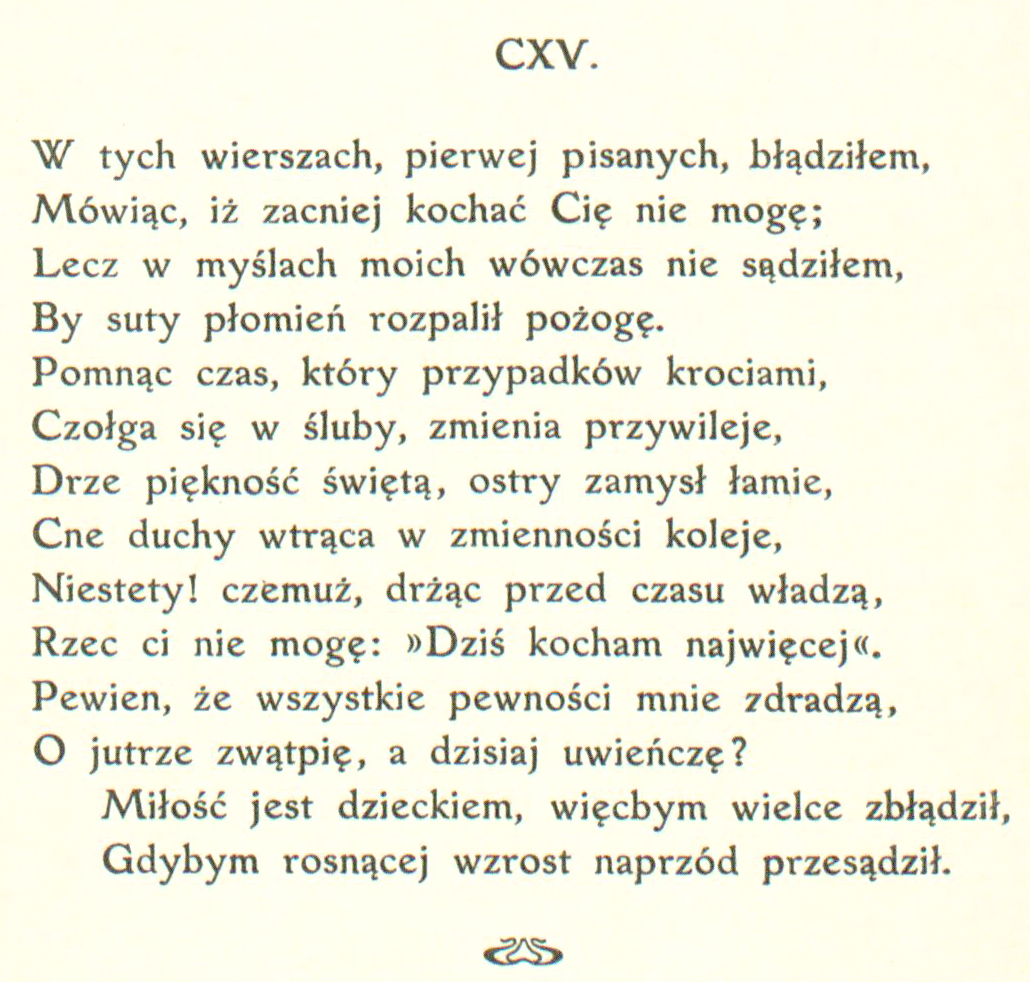
Pierwszy przekład sonetu 115 na język polski z 1913 przez ks. Marię Sułkowską.

Those lines that I before have writ do lie,

Even those that said I could not love you dearer:

Yet then my judgment knew no reason why

My most full flame should afterwards burn clearer.

But reckoning Time, whose million'd accidents

Creep in 'twixt vows, and change decrees of kings,

Tan sacred beauty, blunt the sharp'st intents,

Divert strong minds to the course of altering things;

Alas! why fearing of Time's tyranny,

Might I not then say, 'Now I love you best,'

When I was certain o'er incertainty,

Crowning the present, doubting of the rest?

Love is a babe, then might I not say so,

To give full growth to that which still doth grow?

Kłamią me dawniej napisane wiersze,

Iżbym cię nigdy nie mógł kochać więcej;

Nie znałem przyczyn, przeczby w fale szczersze

Nie miał się rozlać ten mój blask jarzęcy.

Atoli widząc, jak chytrze się wkrada

Czas między śluby i królów przysięgi,

Jak stal się tępi, piękność staje blada,

Jak z prądem płynie umysł arcytęgi

Z lęku przed Czasem i tą jego władzą,

Nie mogłem-ż rzec ci: „Dziś kocham najbardziej“,

Gdy to dziś pewne, a co jutro dadzą —

Tą niepewnością serce moje gardzi?

Miłość jak dziecko: żali nie ma prawa

Rzec, iż jest duża, acz się większą stawa?

Sonet 115 (incipit THoſe lines that I before haue writ doe lie) – jeden z cyklu 154 sonetów autorstwa Williama Szekspira. Po raz pierwszy został opublikowany w 1609 roku.
Sonet 115, podobnie jak 116, wskazuje na sprzeczność w tradycyjnym ujęciu miłości, w którym jeżeli miłość zmienia się w czasie, oznacza to, że jest niedoskonała, jednakże jeżeli wzrasta w czasie, to jest idealna. 
Sonet 115 wykazuje podobieństwo do wierszy miłosnych  Johna Donne’a Love’s Growth i Lovers Infiniteness, które powstały w tym samym okresie, co wskazuje na popularność metafizycznych rozważań wśród poetów tej epoki, ale nie można wykluczyć wpływu sonetu Szekspira na jego twórczość. 

## Treść
W sonecie tym podmiot liryczny, przez niektórych badaczy utożsamiany z autorem, wyraża zdziwienie jak to jest możliwe, że jego miłość jest jeszcze większa, pomimo tego, że w przeszłości uważał i pisał, że większa być nie może. 
Konstrukcja sonetu opiera się na kontraście pomiędzy standardowymi metaforami miłości zawartymi w pierwszych trzech czterowierszach, a odwołaniem do mitologicznego wyobrażenia Kupidyna celem rozwiązania pozornej rozbieżności. Warto zauważyć, że dziecko wspomniane w przedostatnim wersie, dopiero w sonecie 153 zostaje wprost określone jako Kupidyn. 

## Polskie przekłady
| 1913 |  | W tych wierszach, pierwej pisanych, błądziłem,       |  | Maria Sułkowska     | [ 12 ] |
| 1922 |  | Kłamią me dawniej napisane wiersze,                  |  | Jan Kasprowicz      | [ 4 ]  |
| 1948 |  | Kłamałem dawniej – trzeba przyznać się do winy, –    |  | Władysław Tarnawski | [ 13 ] |
| 1968 |  | Kłamałem w tamtych wierszach, że nie będę w stanie   |  | Marian Hemar        | [ 14 ] |
| 1973 |  | Kłamią te wiersze, w których napisałem,              |  | Jerzy Łowiński      | [ 15 ] |
| 1979 |  | Kłamią te wiersze, wcześniej napisane                |  | Maciej Słomczyński  | [ 16 ] |
| 2011 |  | Łżą wiersze, którem wcześniej pisał – nawet wiersze, |  | Stanisław Barańczak | [ 9 ]  |
| 2015 |  | Kłamią me dawniej pisane ci wiersze                  |  | Ryszard Długołęcki  | [ 17 ] |